# لوبرشتورف
لوبرشتورف (به آلمانی: Lübberstorf) یک شهر در آلمان است که در نوردوست‌مکلنبورگ واقع شده‌است. لوبرشتورف ۲۵۹ نفر جمعیت دارد.